# 't Laurierblad
 't Laurierblad was een restaurant in het dorpscentrum van de gemeente Berlare in de Belgische provincie Oost-Vlaanderen. Chef-kok Guy Van Cauteren baatte het restaurant uit van 1979 tot 2013. In 1982 veroverde 't Laurierblad een Michelinster, en in 1987 een tweede die het in 2007 weer verloor. Nadat Van Cauteren er niet in slaagde een overnemer te vinden, kondigde hij op 1 maart 2013 aan het restaurant te sluiten.